# La Seiva
La Seiva es una localidad de Trinidad y Tobago, que forma parte de la región de Diego Martín.

## Geografía
La localidad abarca parte de la isla Trinidad y limita al norte con Le Platte, al sur con Fairways, al este con Maraval y al oeste con Champ Elysees.

## Demografía
Datos demográficos de la localidad de La Seiva:
| Gráfica de evolución demográfica de La Seiva entre 2000 y 2011 |
|                                                                |